# Poliolimnas cinereus
La polluela cejiblanca (Poliolimnas cinereus) es una especie de ave gruiforme perteneciente a la familia Rallidae que habita en el sudeste asiático y Oceanía. 

## Distribución
Se extiende por Indochina, la península malaya, la totalidad de las islas de la Sonda y las isla Filipinas, Melanesia y el norte de Australia. Se encuentra en  Australia, Brunéi, Camboya, Fiyi, Hong Kong, Indonesia, Japón, Malasia, Micronesia, Nueva Caledonia, Papúa Nueva Guinea, las Filipinas, Samoa, Singapur, Islas Salomón, Tailandia y Vanuatu.
Su hábitat natural son los pantanos y riberas con vegetación flotante, además de los pantanos.